# Claude Sainval
Claude Sainval est un metteur en scène, directeur de théâtre et acteur français, né Claude Duxbury Mac Connel à Strasbourg (Bas-Rhin) le 13 août 1911, mort à Sainte-Croix-de-Caderle (Gard) le 28 mars 1994.

## Biographie
Fils d'Olivier Duxbury Mac Connel et de Marianne Mac Connel née Ungemach, il étudie, à Paris, au lycée Fénelon puis au Conservatoire national supérieur d'art dramatique. Ayant adopté le pseudonyme de « Sainval » (parfois orthographié Saint-Val), il apparaît dans neuf films entre 1935 et 1963 et un téléfilm en 1964, mais il mène l'essentiel de sa carrière au théâtre.
Vers la fin des années 1930, il joue à la Comédie des Champs-Élysées, dont il prendra ensuite la direction, conjointement avec Roland Piétri de 1944 à 1948, puis seul jusqu'en 1977. En outre, il est directeur du Studio des Champs-Élysées de 1966 à 1977. Enfin, à partir de 1942, il devient metteur en scène.
Il est également Secrétaire général du Syndicat des directeurs de théâtre en 1961 et 1962.

## Filmographie complète
(Comme acteur, sauf mention contraire)

### Cinéma
- 1935 : La Kermesse héroïque de Jacques Feyder
- 1936 : Les Hommes nouveaux de Marcel L'Herbier
- 1937 : La Grande Illusion de Jean Renoir
- 1938 : Altitude 3.200 de Jean-Benoît Lévy et Marie Epstein
- 1939 : Derrière la façade de Georges Lacombe et Yves Mirande : le gigolo de Gaby
- 1939 : La Fin du jour de Julien Duvivier
- 1943 : Le Baron fantôme de Serge de Poligny
- 1950 : La Valse de Paris de Marcel Achard
- 1963 : Muriel, ou le Temps d'un retour d'Alain Resnais

### Télévision
- 1964 : L'Enlèvement d'Antoine Bigut, téléfilm de Jacques Doniol-Valcroze
- 1979 : À vos souhaits, pièce de Pierre Chesnot (mise en scène, pour l'émission Au théâtre ce soir)

## Théâtre

### Adaptateur
- 1978 : Au théâtre ce soir : Vous ne l'emporterez pas avec vous (You can't take it with you) de Moss Hart et George S. Kaufman, mise en scène Jean-Luc Moreau, réalisation Pierre Sabbagh, Théâtre Marigny

À la Comédie des Champs-Élysées, sauf mention contraire

### Acteur
- 1938 : Là-bas de Titayna, mise en scène Georges Pitoëff, Théâtre des Mathurins
- 1941 : Candida de George Bernard Shaw
- 1945 : Candida de George Bernard Shaw, avec Françoise Christophe (reprise)
- 1948 : Ardèle ou la Marguerite de Jean Anouilh, mise en scène Roland Piétri, avec Marcel Pérès, Jacques Castelot (création)
- 1949 : La Demoiselle de petite vertu de Marcel Achard, mise en scène Claude Sainval
- 1952 : La Valse des toréadors de Jean Anouilh, mise en scène Jean Anouilh, Roland Piétri, Comédie des Champs-Élysées
- 1954 : L'Importance d'être Constant (The Importance of Being Earnest) d'Oscar Wilde, adaptation Jean Anouilh sous le titre Il est important d'être Aimé, avec Françoise Rosay, Yves Robert
- 1958 : Ardèle ou la Marguerite de Jean Anouilh, mise en scène Roland Piétri, avec Jean Martinelli, Roland Piétri (reprise)

### Metteur en scène
- 1942 : Snouck de Philippe Frey, mise en scène avec Roland Piétri
- 1945 : La Sauvage de Jean Anouilh, mise en scène avec Roland Piétri, Comédie des Champs-Élysées
- 1946 : Maria d’André Obey, Comédie des Champs-Élysées
- 1946 : Vous ne l'emporterez pas avec vous de George S. Kaufman et Moss Hart, Comédie des Champs-Élysées
- 1947 : L'Immaculée de Philippe Hériat
- 1947 : Borgia de Herman Closson
- 1948 : Celles qu'on prend dans ses bras de Henry de Montherlant, Théâtre de la Madeleine
- 1949 : La Demoiselle de petite vertu de Marcel Achard
- 1950 : Clérambard de Marcel Aymé (création)
- 1950 : Celle qu'on prend dans ses bras de Henry de Montherlant, Théâtre de la Madeleine (reprise)
- 1951 : Siegfried de Jean Giraudoux
- 1951 : Le Roi de la fête de Claude-André Puget
- 1953 : Le Désir sous les ormes d'Eugene O'Neill
- 1954 : L'Importance d'être Constant (The Importance of Being Earnest) d'Oscar Wilde, adaptation de Jean Anouilh sous le titre Il est important d'être Aimé, avec Françoise Rosay, Yves Robert, Claude Sainval, Comédie des Champs-Élysées
- 1954 : Clérambard de Marcel Aymé (reprise)
- 1956 : Amphitryon 38 de Jean Giraudoux
- 1957 : La Mouche bleue de Marcel Aymé
- 1958 : Un caprice d'Alfred de Musset
- 1958 : Clérambard de Marcel Aymé (reprise)
- 1960 : Les Joies de la famille de Philippe Hériat (création ; reprise au Théâtre de l'Ambigu)
- 1961 : Gorgonio de Tullio Pinelli
- 1963 : Et l'enfer Isabelle ? de Jacques Deval, Comédie des Champs-Élysées
- 1967 : L'Escalier de Charles Dyer, Comédie des Champs-Élysées
- 1976 : À vos souhaits de Pierre Chesnot, avec Bernard Blier, Michel Fortin, Maurice Teynac
- 1977 : À vos souhaits de Pierre Chesnot, avec Patricia Karim (en tournée)